# Romantická komedie

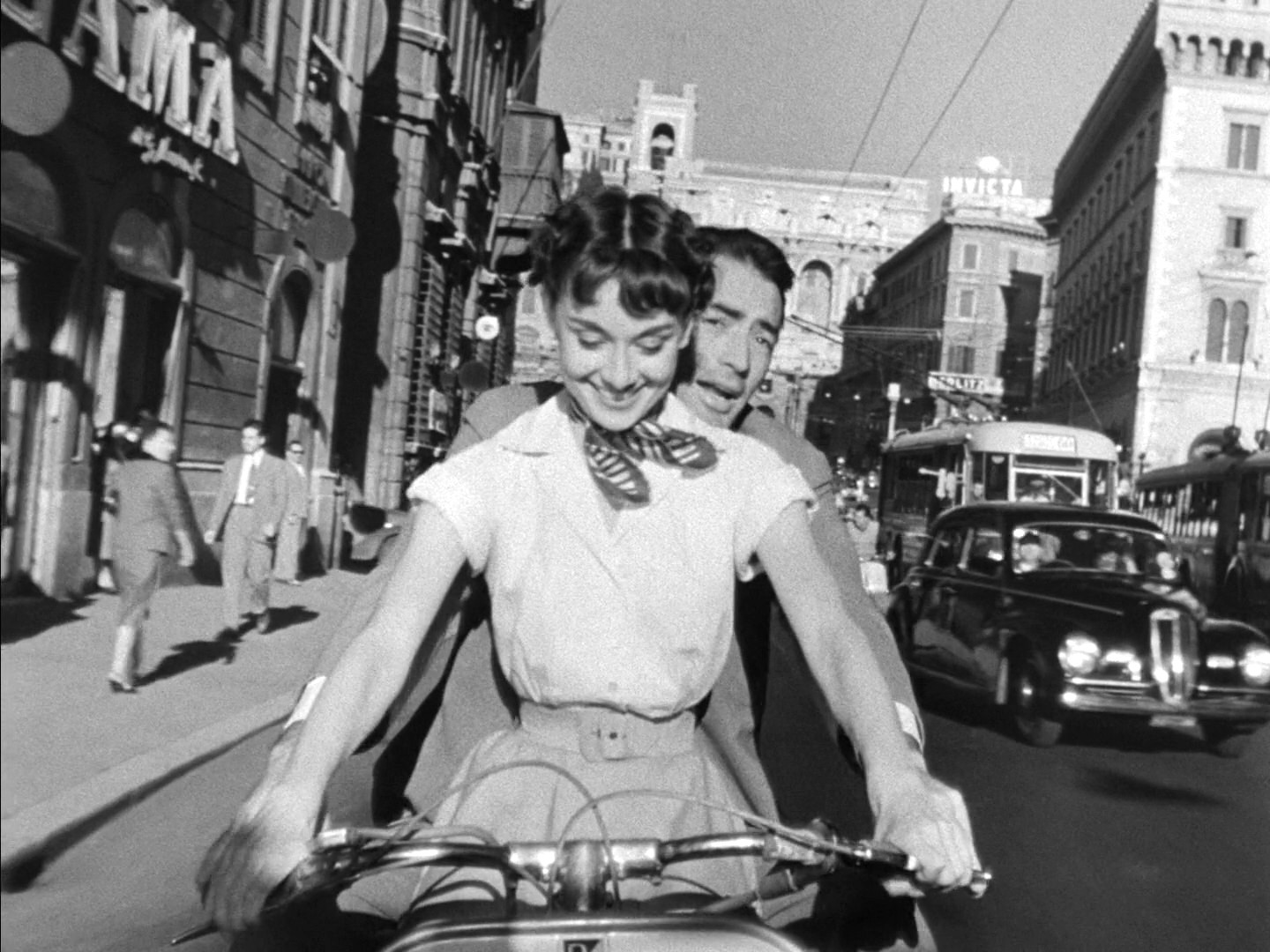
Audrey Hepburnová a Gregory Peck v upoutávce na film Prázdniny v Římě

Romantická komedie, anglicky též zkracovaná na rom-com, je jeden z filmových žánrů. Obsahem romantické komedie jsou prvky komediálního a romantického žánru, které se kombinují – žánr chce docílit divákova pobavení a dojetí kombinací romantiky a humoru.

## Historie žánru
Za první filmovou romantickou komedii bývá někdy označován snímek Girl Shy z roku 1924, v němž nesmělý mladík Harold Lloyd obtížně nachází cestu k ženám. Rysy romantické komedie nesla i Chaplinova Světla velkoměsta z roku 1932.
Za skutečný mezník v dějinách žánru však bývá označován především vstup dvou hereček téhož příjmení na plátna: Katharine Hepburnové a Audrey Hepburnové. Snímky s Katherine Hepburnovou měly velký vliv zejména na americký kulturní okruh (Leopardí žena, Holiday, Pat a Mike), ovšem snímky s Audrey Hepburnovou oslovily i mimoamerické publikum, staly se celosvětovou klasikou a nastavily základní parametry žánru – za mezníky bývají považovány zejména snímky Prázdniny v Římě z roku 1953 a Snídaně u Tiffanyho z roku 1961. Bývají hojně citovány, například model Prázdnin v Římě je přiznaně citován ve známé romantické komedii 90. let Notting Hill. Na těchto dvou snímcích Audrey Hepburnové je také často ilustrována změna atmosféry doby – zatímco v Prázdninách v Římě je postava křehká a uvězněná v konvencích, ve Snídani u Tiffanyho je nezávislá, divoká, ztřeštěná a poblázněná hudbou, což ukazovalo změnu postavení ženy v západní společnosti.[zdroj?]
Za mezníky žánru romantické komedie bývají někdy též považovány snímky Marilyn Monroe z 50. let, které výrazně ovlivnily populární kulturu spíše než zápletkou určitou šablonovitostí (Vše o Evě, Páni mají radši blondýnky, Jak si vzít milionáře, Slaměný vdovec). Právě tato linie romantické komedie se však ve změněné atmosféře 60. a 70. let zdála neudržitelná, ženské publikum už se chtělo vidět jinak.
V 70. letech byl proto žánr romantické komedie na ústupu, tvůrci se občas pokusili spíše o ironickou polemiku se starými vzorci – například Woody Allen v Annie Hallové. Také v osmdesátých letech, ač romantické komedie vznikaly, nezaznamenávaly výrazný ohlas a nestávaly se filmovou klasikou.
Obrat přinesl až úplný konec 80. let a léta devadesátá, především pak komedie s Billym Crystalem a Meg Ryanovou z roku 1989 Když Harry potkal Sally a gigantický úspěch filmu Pretty Woman s Julií Robertsovou a Richardem Gerem z roku 1990. Ač v něm tvůrci zopakovali některé nejzákladnější vzorce a vrátili se takřka až k pohádkovým motivům, film se stal hitem a udělal z Julie Robertsové novou hvězdu filmů tohoto žánru, často přirovnávanou k Audrey Hepburnové. Snímky s Robertsovou se posléze staly v žánru zdaleka nejúspěšnějšími (Svatba mého nejlepšího přítele, Nevěsta na útěku, Notting Hill, Zlatíčka pro každého). Dalším důležitým mezníkem ve vývoji žánru se stal nástup britského scenáristy Richarda Curtise v první polovině 90. let – jeho první romantická komedie Čtyři svatby a jeden pohřeb z roku 1994 do žánru přinesla britský humor, trochu sušší než bývá ten americký, a to mu dodalo novou energii – britsko-americké snímky z dílny Richarda Curtise se v následujících letech staly základními kameny žánru: Notting Hill, Deník Bridget Jonesové, Láska nebeská. Curtisovy snímky také pro žánr objevily jednoho z typických herců: Hugh Granta, který v 90. letech sehrál podobnou roli jako v letech 40. a 50. jeho jmenovec Cary Grant.
I američtí tvůrci pochopili, že musejí přidat na tempu, ironii a pod tlakem feministického desetiletí dodali ženským postavám také více nezávislosti a tvrdosti – ukázkovými příklady jsou filmy Báječný den s Michelle Pfeifferovou a Georgem Clooneym, kde Pfeifferová hraje dynamickou architektu-samoživitelku, Láska s výstrahou, kde nezodpovědného milionáře Hugh Granta školí jeho workoholická a aktivistická právnička Sandra Bullock, Šest dní, sedm nocí, kde klasicky hrdinského Harrisona Forda trýzní newyorská novinářka v podání Anne Heche, nebo film Po čem ženy touží, kde je Mel Gibson podřízeným Helen Huntové. Romantickou a klasicky naivní zůstala většinou jen Meg Ryanová, hlavní konkurentka Robertsové v žánru (Francouzský polibek, Láska přes internet, Kate a Leopold, Samotář v Seattlu).
Po roce 2000 v žánru uspěly spíše snímky, které kombinovaly ještě jiný klasický žánr, například teenagerskou komedii (Prci, prci, prcičky), muzikál (Mamma Mia!), etnickou komedii (Moje velká tlustá řecká svatba), či těžily z popularity televizního seriálu (Sex ve městě). Klasické schéma ustoupilo do pozadí či nezaznamenalo takový úspěch – až na výjimky (např. Hudbu složil, slova napsal, Princ a já). K často obsazovaným herečkám této éry patřily Jennifer Aniston, Cameron Diaz, Jennifer Lopez, Sarah Jessica Parker, Katherine Heiglová, Sandra Bullock, Drew Barrymoreová či Reese Witherspoonová.

## Komerčně nejúspěšnější snímky
V žebříčku komerčně nejúspěšnějších romantických komedií, který vede server Internet Movie Database, kraluje film Moje velká tlustá řecká svatba. Žebříček ovšem nezohledňuje vývoj cen a inflaci, proto v něm novější snímky porážejí staré. Jsou v něm vysoko rovněž snímky, které uspěly zejména v USA, méně jinde po světě. Některé podobné žebříčky se liší podle toho, které filmy zahrnou do žánru romantická komedie.
1. Moje velká tlustá řecká svatba
2. Po čem ženy touží
3. Hitch: Lék pro moderního muže
4. Pretty Woman
5. Něco na té Mary je
6. Návrh
7. Sex ve městě
8. Nevěsta na útěku
9. Zbouchnutá
10. Lepší už to nebude
11. Holka na roztrhání
12. Svatba mého nejlepšího přítele
13. Samotář v Seattlu
14. Lepší pozdě nežli později
15. 50× a stále poprvé
16. Rozchod!
17. Notting Hill
18. Láska přes internet
19. Nějak se to komplikuje
20. Na sv. Valentýna